# Deposizione dalla croce (Antelami)
La Deposizione dalla croce è un altorilievo in marmo rosso di Verona (110x230 cm) scolpito da Benedetto Antelami, databile al 1178 e conservato nel transetto destro del Duomo di Parma.

## Storia

La posizione nel transetto destro del Duomo.

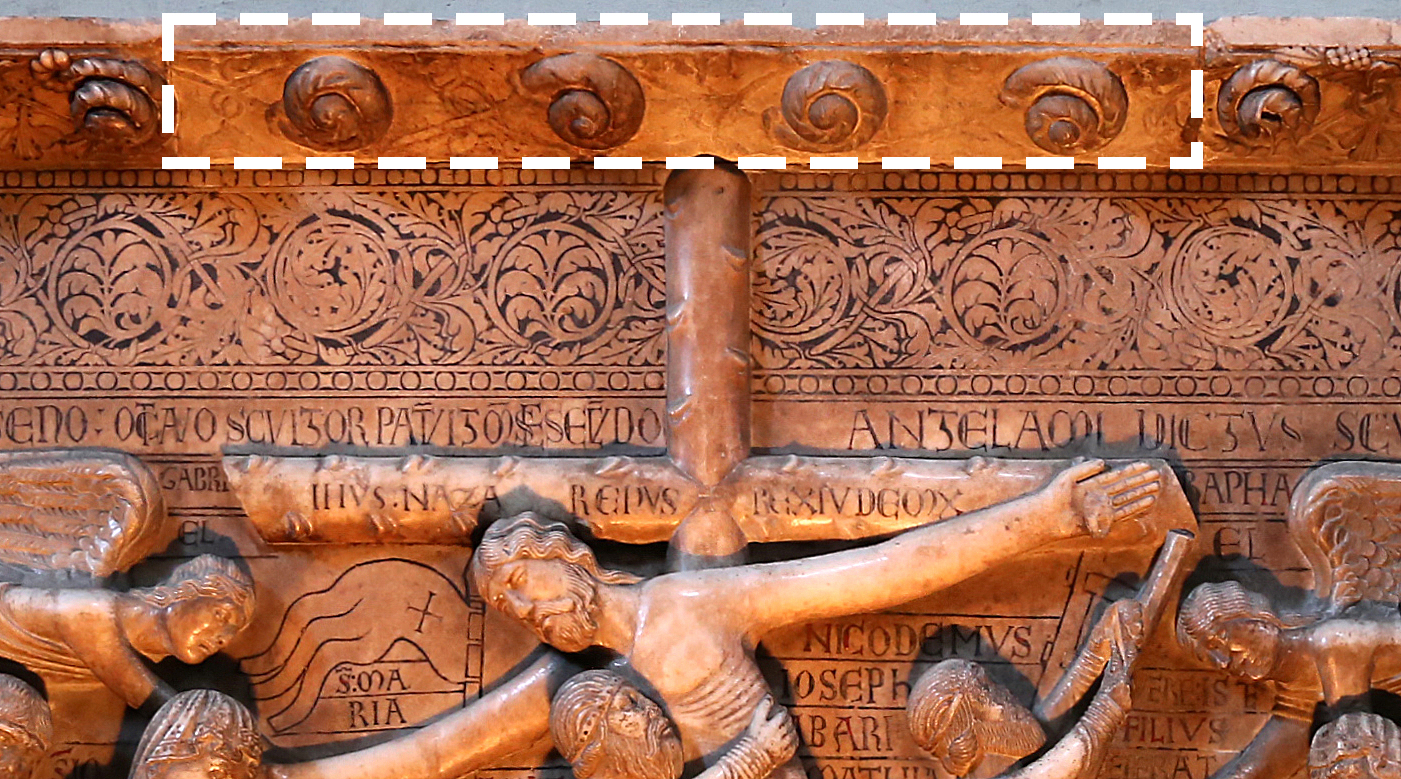
la linea tratteggiata mostra il tassello aggiunto nel '500

L'altorilievo con la Deposizione è uno dei tre pannelli di un pulpito o un ambone che si trovava nella cattedrale di Parma e oggi rappresenta la prima grande opera nota dell'Antelami, nonché un capolavoro della scultura romanica nella transizione tra le severe forme di Wiligelmo a modi più sciolti e naturalistici. 
In quest'opera sono incisi il nome dell'autore e la data: ANNO MILLENO CENTENO SEPTVAGENO OCTAVO SCVLTOR PAT[RA]VIT M[EN]SE SE[C]V[N]DO // ANTELAMI DICTVS SCVLPTOR FVIT HIC BENEDICTVS, ovvero "Nell'anno 1178 (mese di aprile) uno scultore realizzò (quest'opera); questo scultore fu Benedetto detto Antelami". Il distico concede molte licenze alla metrica e alla rima, soprattutto per l'aggiunta non prevista della precisazione del mese (mense secundo); nel calendario medievale il primo mese è marzo, pertanto l'opera fu completata nel mese di aprile, probabilmente in coincidenza con la Settimana Santa.
Si ritiene che il pulpito, situato probabilmente in cornu Evangelii, cioè sul lato sinistro della navata centrale, comprendesse in posizione centrale una lastra con Maiestas Domini, ora alla Galleria Nazionale di Parma, (riutilizzata nel '700, fortemente mutilata, come lastra tombale nella chiesa del Carmine); questa lastra era contornata ai due lati dalla lastra della Deposizione e da un'altra lastra, ora perduta, che probabilmente raffigurava un'Ultima Cena; tre dei quattro capitelli che sostenevano la struttura sono conservati anche loro nella Galleria Nazionale, mentre quattro leoni stilofori del pulpito sono ospitati nel Museo diocesano.
In seguito alle direttive della Controriforma seguite al Concilio di Trento, nel 1566 il presbiterio della Cattedrale fu modificato; anche il pulpito venne smembrato e la sola lastra della Deposizione fu murata nel transetto destro, integrando con un tassello di pietra (che imitava con meno finezza la decorazione originale), una rientranza nel bordo superiore della lastra, che probabilmente accoglieva un leggio per la lettura dei testi sacri.

## Descrizione

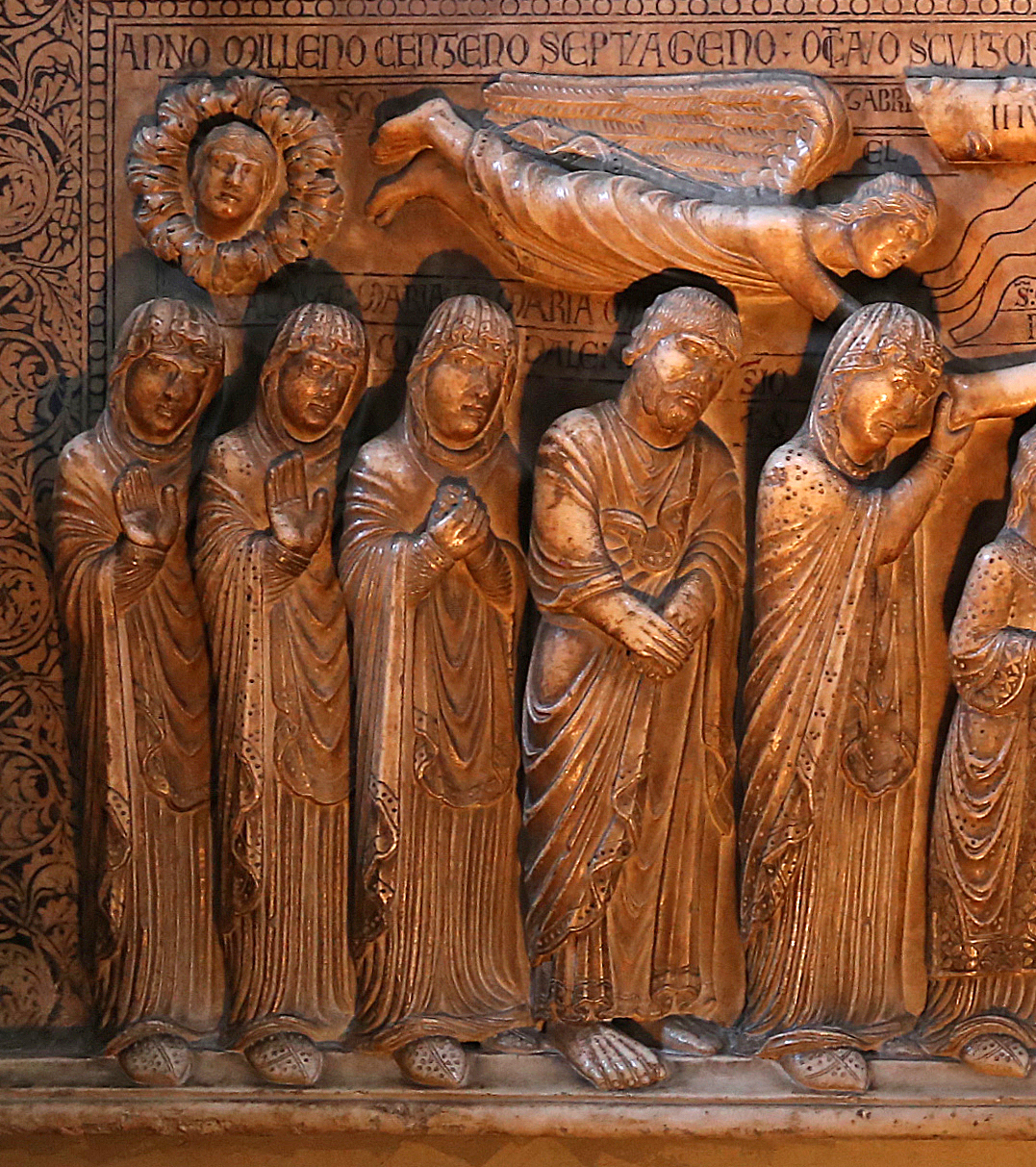
Maria Salomè, Maria di Cleofa, Maria Maddalena, san Giovanni evangelista, la Vergine Maria, e in secondo piano la personificazione del Sole e l'arcangelo Gabriele.

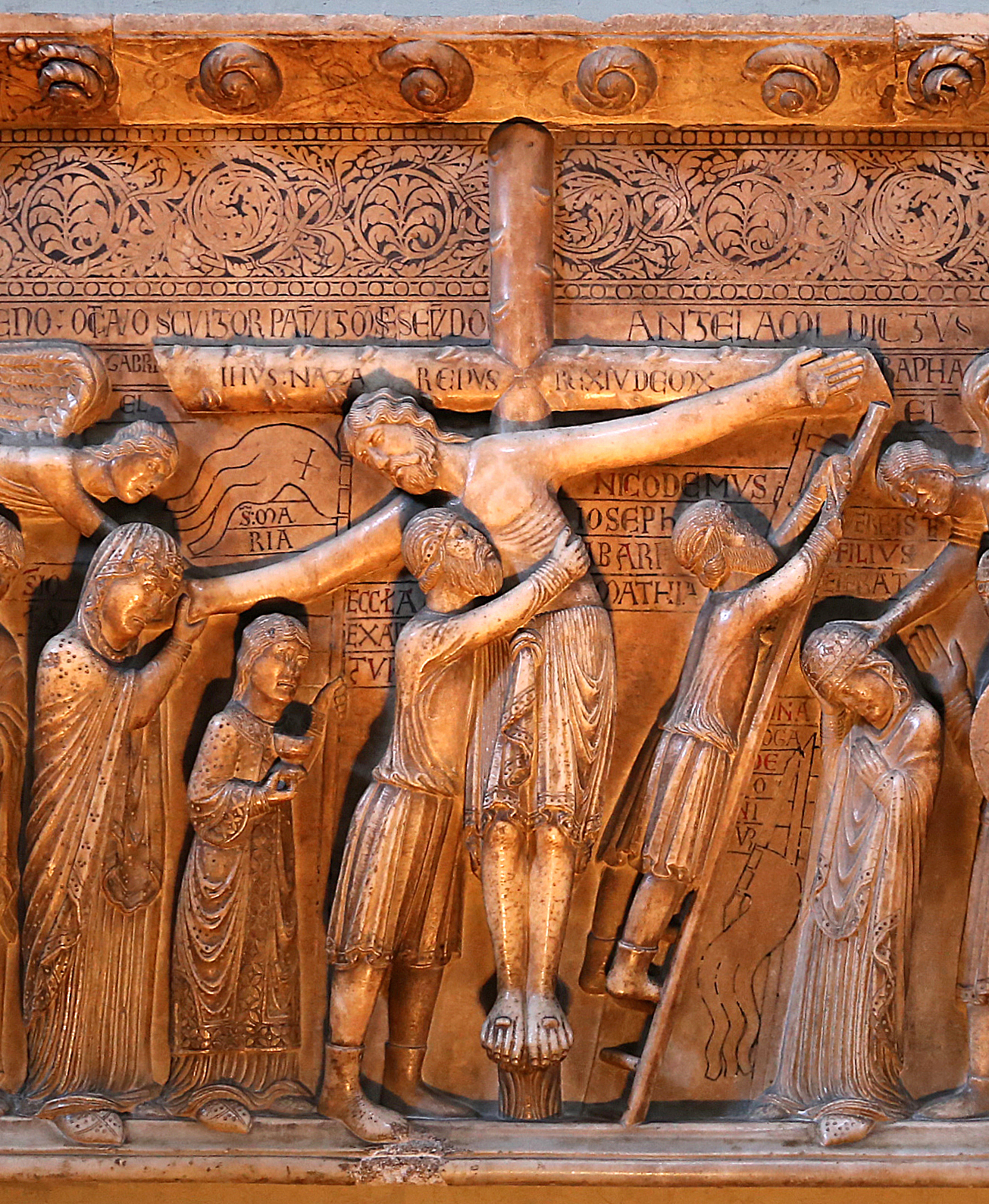
L'arcangelo Gabriele, la Vergine Maria, la personificazione dell'Ecclesia, Giuseppe d'Arimatea, Gesù Cristo sulla croce, Nicodemo, la personificazione della Sinagoga e l'arcangelo Raffaele

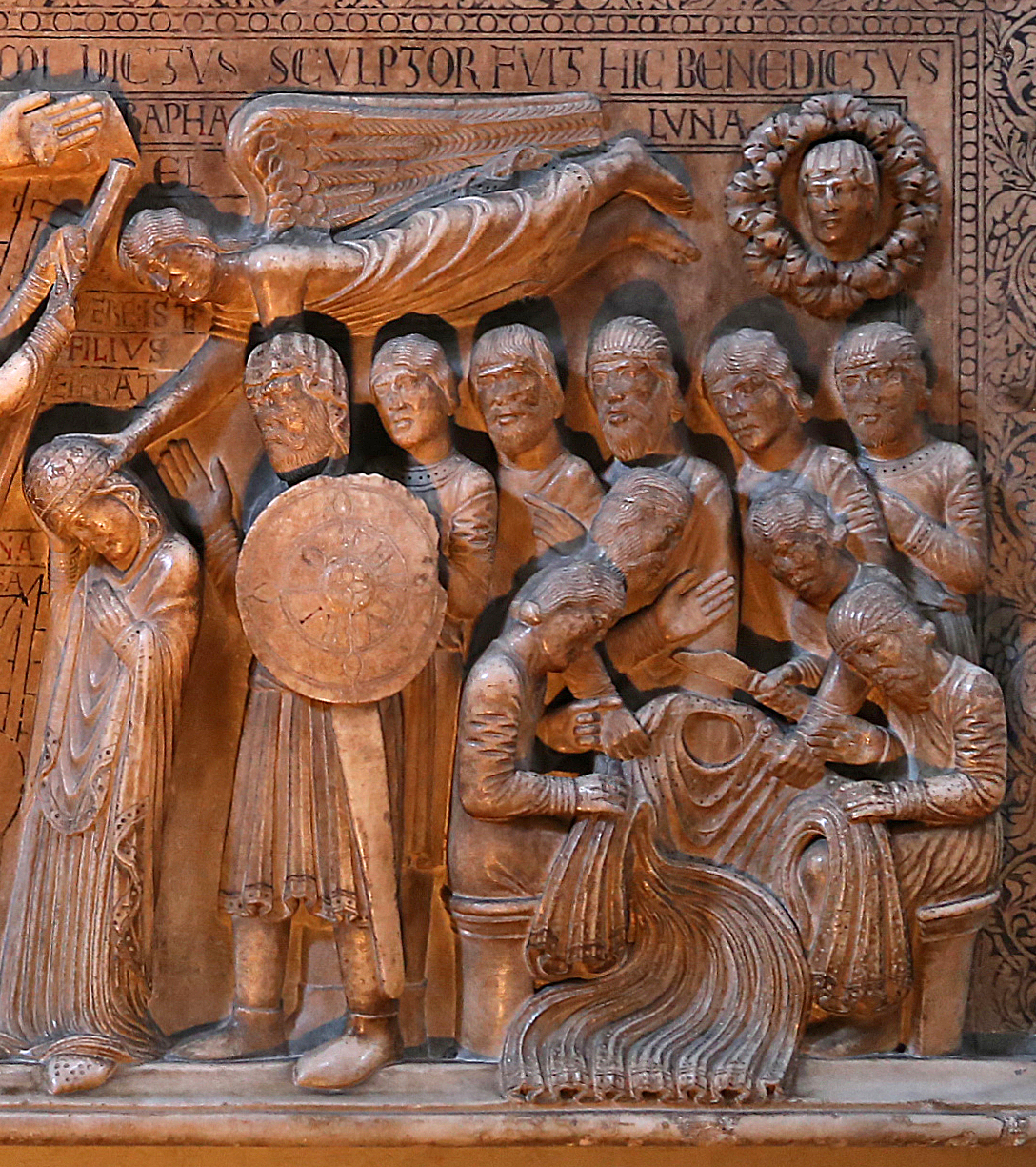
La personificazione della Sinagoga, l'arcangelo Raffaele, un centurione, cinque soldati romani in secondo piano e quattro altri soldati che si contendono la tunica di Cristo.

Tutta la scena è contenuta in un fregio decorato a niello con pasta vitrea nera, formato da viticci che si avvolgono geometricamente in girali, sormontato a sua volta da una cornice scolpita con rosette ed altri motivi vegetali. Numerose iscrizioni in carattere maiuscolo longobardo aiutano l'osservatore a capire la scena. 
L'altorilievo, basato sul solo Vangelo di Matteo, (Mat 27,35-60) raffigura il momento nel quale il corpo di Cristo viene calato dalla croce, con vari elementi tratti dall'iconografia canonica della Crocifissione (i soldati romani che maneggiano la veste di Cristo, le personificazioni dell'Ecclesia e della Sinagoga, ecc.) e della Resurrezione (le tre Marie), mentre di origine classica sono le personificazioni del sole e della luna (due teste umane inserite in ghirlande) e le rosette che ornano il bordo superiore. Classico è anche l'ornato a racemi del fregio che orla la composizione, ma la tecnica orientale della niellatura e la bidimensionalità dell'ornato dimostrano che il portato antico è filtrato dalla tradizione bizantina.
Al centro della composizione la figura inerte di Cristo è piegata verso sinistra, sorretta da Giuseppe di Arimatea (IOSEPH AB ARIMATHIA), che secondo un'iconografia nuova gli bacia il costato. La mano di Gesù appena schiodata dalla croce è accostata amorevolmente dalla Vergine (S[ANCHTA]: MARIA) al proprio viso aiutata dall'arcangelo Gabriele (GABRIEL), giunto appositamente in volo. Accanto stanno l'Ecclesia vincente (ECCL[ESI]A EXALTATVR), in dalmatica e alba, che tiene lo stendardo crociato sventolante e il calice col sangue di Gesù; san Giovanni (S[ANCTVS] IOH[ANNI]S) nel gesto del dolore (una mano che tiene l'altra), mentre all'estrema sinistra compaiono le tre Marie: Maria Maddalena (MARIA MADALENE), Maria di Giacomo (MARIA IACOBI) e Maria Salomè (SALOME). Queste ultime due fanno il gesto della testimonianza, con la mano aperta accostata al petto, come a dire che l'uomo crocifisso è veramente il Messia, mentre la Maddalena replica il gesto di dolore di san Giovanni. 
Il legno della croce è stato tratto da un fusto verdeggiante, come fanno pensare i mozziconi di rami spezzati e la mensola che sorregge i piedi di Cristo sostituita da una foglia d'acanto arricciata: è il lignum vitae, l'Albero della Vita che allude già alla Resurrezione. Lungo il braccio orizzontale si legge il Titulus crucis: "Gesù il Nazareno, Re dei Giudei" (IH[ES]VS NAZARENUS REX IVDE[ORV]M). Benedetto Antelami riprenderà l'iconografia della croce verdeggiante più di vent'anni dopo, nella lunetta del portale Ovest del Battistero di Parma.
A destra della croce Nicodemo (NICODEMVS), su una scala, toglie il secondo chiodo (le tenaglie nel tempo sono scomparse). L'inclinazione di Giuseppe e Nicodemo bilancia in senso opposto quella di Cristo. Seguono la Sinagoga, personificazione del mondo ebraico, cui l'arcangelo Raffaele (RAPHAEL) fa chinare il capo in segno di sconfitta: il suo stendardo è spezzato e rovesciato, con la scritta SINAGOGA DEPONIVR; ella ha gli occhi chiusi perché "non vede e non crede". Accanto ad essa un centurione armato di spada e di un grande scudo rotondo (una parma romana dove si legge CENTVRIO), seguito da cinque militi, due dei quali alzano il dito puntando Cristo; il centurione esclama "VERE ISTE FILIVS DEI ERAT", "veramente costui era Figlio di Dio" (Mt 27,54), e con la mano destra fa il gesto della testimonianza, come due delle tre Marie. Si tratta di una figura positiva, ma qui è posizionato nella metà negativa dell'opera. Il copricapo che indossa, simile a quello della sinagoga, lo indica come ebreo (la sua figura nella tradizione orientale e occidentale si fonde a più riprese con quella di Longino, "ebraizzato" in attuazione di una polemica antigiudaiaca avviata dal Vangelo di Giovanni, che assegnò tutta la responsabilità della morte di Cristo agli Ebrei.)
In primo piano infine due uomini imberbi e due barbati, seduti su sgabelli, dispiegano verso chi osserva la tunica di Cristo, che è inconsutile, cioè senza cuciture: indecisi se tagliare la stoffa o meno col coltello, se la giocano intanto a dadi (Mt 27,35-36). La raffigurazione della tunica di Cristo che rischia di essere tagliata è solitamente associata al pericolo della divisione che i movimenti ereticali di quel periodo (in particolari i catari, allora presenti anche nell'Italia settentrionale) potevano esercitare sull'unità della Chiesa, tanto che nel 1179, l'anno seguente al completamento della Deposizione, nel corso del Concilio Lateranense III i catari verranno colpiti da anatema da Papa Alessandro III.
Fortemente simbolica è la contrapposizione della parte destra rispetto alla sinistra: da una parte il Sole (SOL) splende sulla Vergine, le Tre Marie (prefigurazione della resurrezione), e sull'Ecclesia; la Luna (LVNA), al contrario, spande la sua debole luce sui soldati romani che si spartiscono la tunica di Cristo e sulla Sinagoga perdente.

## Stile
La scultura risale a un periodo di transizione tra l'arte romanica e quella gotica. Il risultato nella modellazione dei corpi umani appare meno tozzo delle figure di Wiligelmo, ma la dinamica della scena è meno vivace, con le figure ferme in pose espressive. 
La rigida struttura delle figure presentate in ritmate serie verticali risente della scultura del Sud della Francia.
La base della lastra di marmo, le rosette attorcigliate ornanti il bordo superiore, le personificazioni del sole e della luna (in forma di teste umane dentro ghirlande), la foglia d'acanto che fa da mensola ai piedi di Cristo sono elementi di origine classica come pure la fascia che orla la composizione con girali di racemi. La tecnica della niellatura e la bidimensionalità dell'ornato dimostrano che il motivo classico è filtrato attraverso il bizantinismo, da cui deriva la simmetrica disposizione delle figure e la simbolica misura delle teste, superiore alla media del reale. Provenzale è il predominio delle linee, borgognona è la punteggiatura di alcune vesti mediante bucherelli.
Interessante è l'uso della niellatura non soltanto nei testi e nella cornice esterna, ma anche nelle figure stesse come i vessilli della Ecclesia e della Sinagoga, e in particolare nella scala a pioli, dove la parte lontana dall'osservatore è un disegno bidimensionale niellato, mentre la parte vicina è scolpita tridimensionalmente.
Le figure dei soldati che si spartiscono la tunica di Cristo, parzialmente sovrapposti, rappresentano il primo esempio di scansione spaziale in profondità della scultura italiana dopo il periodo classico.
Si deve notare come la composizione contenga rappresentazioni che in realtà appartengono a tre momenti diversi della vicenda della passione e resurrezione. A partire dalla destra per chi guarda sono rappresentati i soldati che si giocano le vesti di Gesù che sono temporalmente riferite al momento della Crocifissione, la deposizione stessa e infine le tre Marie che rientrano nel racconto della Resurrezione. In questo modo l’Antelami ha sovvertito le regole tradizionali di una rappresentazione unendo in  un’unica opera momenti temporali diversi.